# Makkinga
Makkinga (en frison occidental: Makkingea) est un village situé dans la commune néerlandaise d'Ooststellingwerf, dans la province de la Frise. Le 1er janvier 2008, le village comptait 1 023 habitants.